# Ambassade de France au Chili
L'ambassade de France au Chili est la représentation diplomatique de la République française auprès de la république du Chili. Elle est située à Santiago, la capitale du pays, et son ambassadeur est, depuis 2024, Cyrille Rogeau.

## Ambassade
L'ambassade est située au n°65 de l'avenue Condell, dans la commune de Providencia à Santiago du Chili. Elle accueille aussi le consulat général de France.

## Histoire

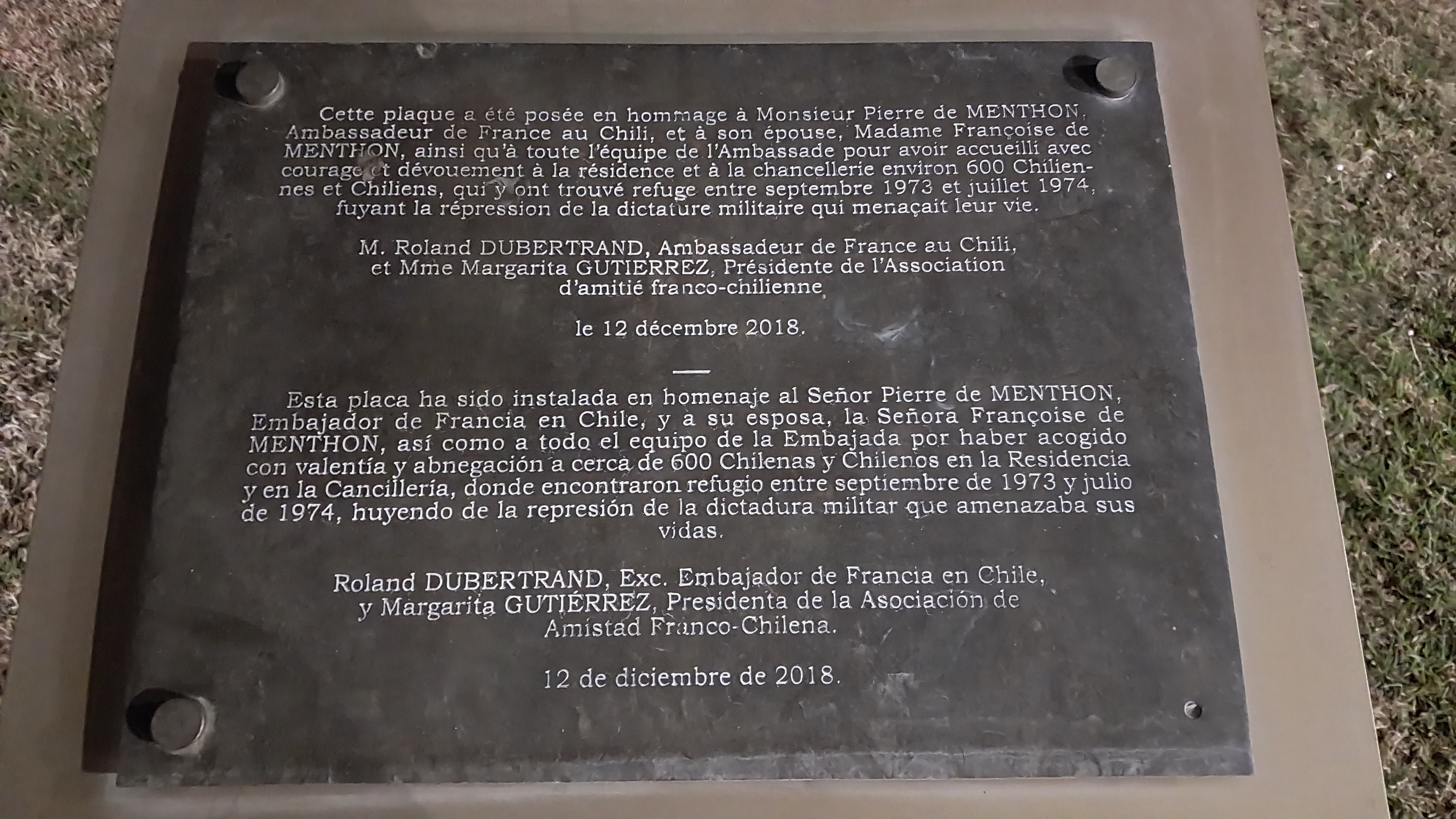
Plaque commémorative en hommage à Pierre et Françoise de Menthon dans la résidence de France au Chili

L'ambassade a accueilli des centaines de chiliens venus chercher refuge durant le Coup d’État de 1973. Le personnel diplomatique français a ensuite obtenu des sauf-conduits qui leur ont permis d'aller en France et ainsi d'échapper à la répression menée par la dictature militaire.

## Ambassadeurs de France au Chili
| De   | A    | Envoyés                                                                    |
| ---- | ---- | -------------------------------------------------------------------------- |
| 1810 | 1826 | Charles-Adel de La Forest Lacathon, inspecteur du commerce, consul général |
| 1826 | 1835 | Ragueneau de la Chesnay, consul général et Chargé d'affaires               |
| 1836 | 1840 | Henri de Cazotte, consul général et Chargé d'affaires                      |
|      |      | Ministres plénipotentiaires                                                |
| 1868 | 1870 | Vicomte Jules Treilhard                                                    |
| 1873 | 1875 | Vicomte Brenier de Montmorand                                              |
| 1875 | 1876 | Marquis de Cazaux                                                          |
| 1877 | 1882 | Baron Adolphe d'Avril                                                      |
| 1883 | 1884 | Pascal Duprat                                                              |
| 1885 | 1887 | Arthur Lanen                                                               |
| 1887 | 1890 | Henri Fourrier de Bâcourt                                                  |
| 1890 | 1891 | Jules Harmand                                                              |
| 1893 | 1898 | Comte Léopold Fernand Balny d'Avricourt                                    |
| 1898 | 1902 | Julian Girard de Rialle                                                    |
| 1904 | 1911 | M. Després                                                                 |
| 1911 | 1914 | Paul Veillet-Dufrêche                                                      |
| 1914 | 1918 | Pierre Delvincourt                                                         |
| 1918 | 1920 | André Gilbert                                                              |
| 1920 | 1924 | Hyacinthe Aristide Lefeuvre-Méaulle                                        |
| 1924 | 1933 | Jean des Longchamps-Deville                                                |
| 1933 | 1941 | Comte Louis de Sartiges                                                    |
| 1941 | 1943 | Comte Paul d'Hybouville                                                    |
| 1943 | 1945 | Gilbert Arvengas                                                           |
|      |      | Ambassadeurs                                                               |
| 1945 | 1949 | Robert de Dampierre (de)                                                   |
| 1949 | 1952 | Hervé Grandin de l'Éprevier                                                |
| 1952 | 1953 | Jacques Baeyens                                                            |
| 1953 | 1957 | Jacques Coiffard                                                           |
| 1957 | 1960 | Robert de Boisséson                                                        |
| 1960 | 1963 | Bernard Dufournier                                                         |
| 1963 | 1965 | Christian Auboyneau                                                        |
| 1965 | 1969 | Gérard Raoul-Duval                                                         |
| 1969 | 1972 | René de Saint-Légier de la Sausaye                                         |
| 1972 | 1974 | Pierre de Menthon                                                          |
| 1974 | 1978 | René Lustig                                                                |
| 1978 | 1980 | Emmanuel Alvar de Biaudos de Casteja                                       |
| 1980 | 1981 | Robert Picquet                                                             |
| 1981 | 1984 | Léon Bouvier                                                               |
| 1984 | 1986 | Paul Depis                                                                 |
| 1986 | 1989 | François Mouton                                                            |
| 1989 | 1993 | Daniel Lequertier                                                          |
| 1993 | 1997 | Gérard Cros                                                                |
| 1997 | 2001 | Jean-Michel Gaussot                                                        |
| 2001 | 2005 | Alain Le Gourrierec                                                        |
| 2005 | 2008 | Élisabeth Beton-Delègue                                                    |
| 2008 | 2011 | Maryse Miguel-Bossière                                                     |
| 2011 | 2016 | Marc Giacomini                                                             |
| 2016 | 2018 | Caroline Dumas                                                             |
| 2018 | 2021 | Roland Dubertrand                                                          |
| 2021 | 2024 | Pascal Teixeira Da Silva                                                   |
| 2024 | auj. | Cyrille Rogeau                                                             |

## Consulats
Outre le consulat général de France à Santiago, il existe six consuls honoraires basés à :
- Antofagasta
- La Serena
- Valparaíso - Viña del Mar
- Concepción
- Punta Arenas
- Osorno

### Communauté française
Le nombre de Français établis au Chili est estimé à environ 12 000. Au 31 décembre 2016, 11 652 Français sont inscrits sur les registres consulaires au Chili. De 60 % à 70 % d'entre eux sont des expatriés de longue date, la communauté française réside à 77 % dans la région de Santiago.
| 2001  | 2002  | 2003  | 2004  |
| ----- | ----- | ----- | ----- |
| 5 832 | 6 521 | 7 363 | 7 331 |

| 2005  | 2006  | 2007  | 2008  |
| ----- | ----- | ----- | ----- |
| 7 610 | 8 400 | 8 563 | 9 763 |

| 2009   | 2010   | 2011   | 2012   |
| ------ | ------ | ------ | ------ |
| 10 139 | 10 595 | 11 046 | 10 577 |

| 2013   | 2014   | 2015   | 2016   |
| ------ | ------ | ------ | ------ |
| 10 623 | 10 936 | 10 690 | 11 652 |

### Circonscriptions électorales
Depuis la loi du 22 juillet 2013 réformant la représentation des Français établis hors de France avec la mise en place de conseils consulaires au sein des missions diplomatiques, les ressortissants français du Chili élisent pour six ans quatre conseillers consulaires. Ces derniers ont trois rôles : 
1. ils sont des élus de proximité pour les Français de l'étranger ;
2. ils appartiennent à l'une des quinze circonscriptions qui élisent en leur sein les membres de l'Assemblée des Français de l'étranger ;
3. ils intègrent le collège électoral qui élit les sénateurs représentant les Français établis hors de France.

Pour l'élection à l'Assemblée des Français de l'étranger, le Chili appartenait jusqu'en 2014 à la circonscription électorale de Buenos Aires, comprenant aussi l'Argentine, le Paraguay et l'Uruguay, et désignant trois sièges. Le Chili appartient désormais à la circonscription électorale « Amérique Latine et Caraïbes » dont le chef-lieu est São Paulo et qui désigne sept de ses 49 conseillers consulaires pour siéger parmi les 90 membres de l'Assemblée des Français de l'étranger.
Pour l'élection des députés des Français de l’étranger, le Chili dépend de la 2e circonscription.